# Blue 100.7
Blue 100.7 es una estación de radio argentina que transmite desde la Ciudad Autónoma de Buenos Aires. Es propiedad de Grupo América, de sus emisoras hermanas de Radio La Red, Radio Rivadavia, Radio Splendid, Rock & Pop, Info FM 95.5, Metro 95.1, AM 550 y DSports Radio.

## Historia
Radio Libertad S.A. LRL302 FM 100.7 MHz inició sus transmisiones el 1.º de julio de 1992 como FM Feeling, como una radio de música romántica en todos los idiomas, aunque más enfocada al idioma castellano. Pertenecía al grupo de medios de Alejandro Romay y salía desde los estudios de Radio Libertad AM 950, en Rivadavia 825. 
En 1999, la radio modificó su nombre a FM Feelin'  y cambió hacia la música actual, con algunos toques -durante la noche- de house y de chill out, pero la fórmula duró un tiempo y decidieron volver a la música romántica.

Luego, en su retiro de los medios, Alejandro Romay vendió la emisora junto a su AM al Grupo CIE de México, que mudo sus estudios al complejo de radios CIE (Conde 935 y Freire 932).

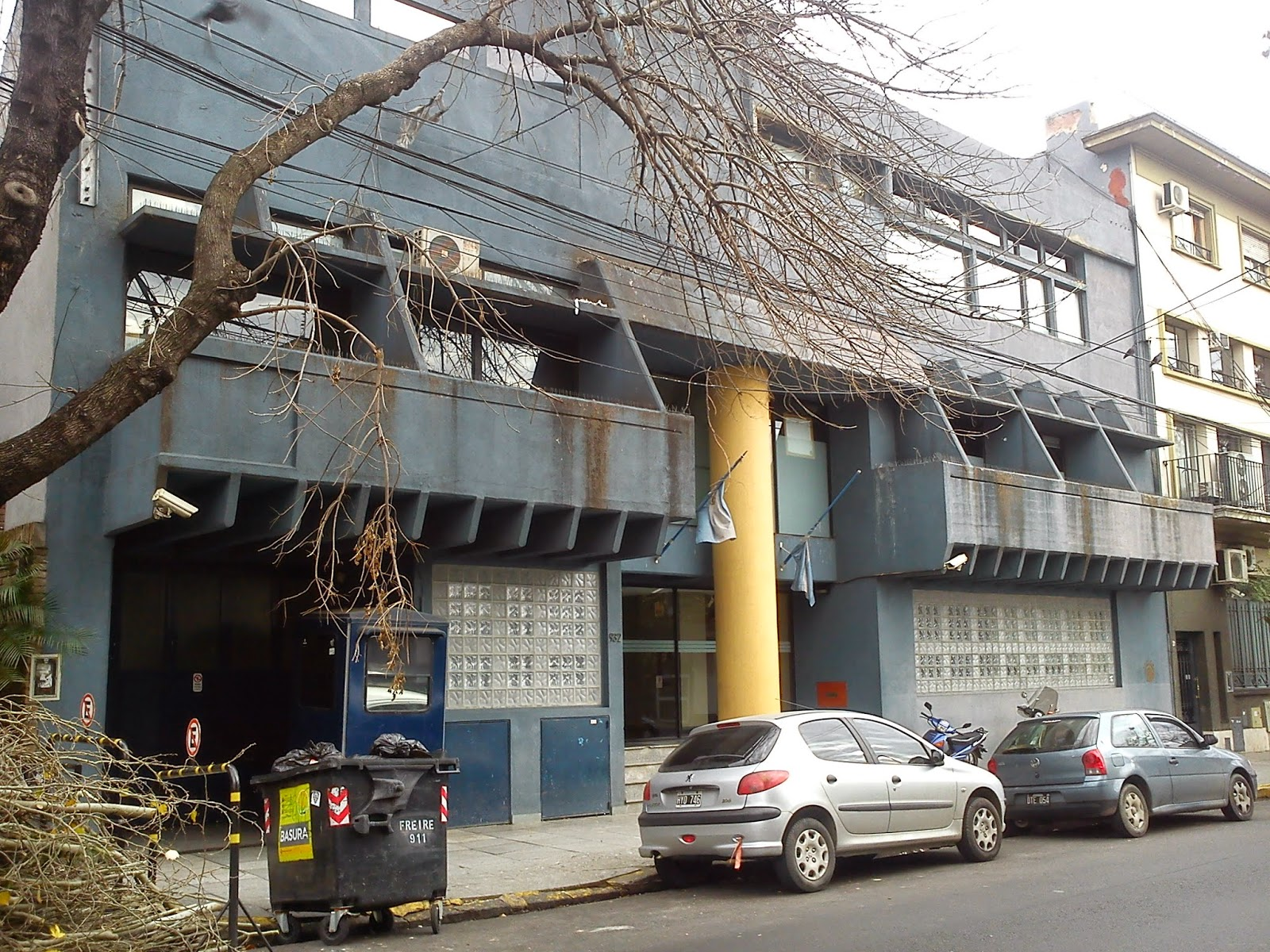
Freire 932: Tercera sede de la emisora, que compartió entonces con Radio Belgrano y Metro 95.1. Actual edificio de esta última.

En 2001, el presentador y empresario Marcelo Tinelli de Ideas del Sur firmó un contrato con el Grupo CIE -dueño de la frecuencia-, y desembarcó en el 100.7 con RadioShow (antes FM Feeling), mudando sus estudios al edificio de Olleros de la productora.  
El 2 de febrero de 2004 ya vencido dicho contrato, nació Blue, una radio musical con pocos programas y con segmentos donde locutores anunciaban canciones soft y easy listening. 
Desde entonces algunos de sus programas destacados fueron Tipo 6 con Antonio Laje, Te lo dice un amigo con Sergio Lapegüe, Mirá vos con Mario Mazzone, Pronto chi parla con Gino Renni y El lounge con Michel Peyronel, entre otros.
En 2010 fue adquirida por Raúl Moneta y Matías Garfunkel. A partir de ese mismo año, Blue cambió su estilo musical, emitiendo solo canciones de música alternativa internacional, de las décadas de 1990 y 2000.
A partir de 2014, pasó a ser una radio "hermana" de la Metro 95.1, compartiendo el mismo edificio de calle Freire, en Colegiales.
Ya en 2018 fue adquirida por sus actuales propietarios, mediante la compra de la antes mencionada sociedad licenciataria. Y entonces también se estableció en el edificio que hoy ocupa, su estilo musical cambió a clásicos de rock y pop internacional de todas las décadas.